# Godae-myeon
Godae-myeon (koreanska: 고대면) är en socken i kommunen Dangjin i provinsen Södra Chungcheong i Sydkorea, 80 km sydväst om huvudstaden Seoul.